# Paraclytus shaanxiensis
Paraclytus shaanxiensis är en skalbaggsart som beskrevs av Holzschuh 2003. Paraclytus shaanxiensis ingår i släktet Paraclytus och familjen långhorningar. Inga underarter finns listade i Catalogue of Life.